# クロム酸カリウム
クロム酸カリウム（クロムさんカリウム、Potassium chromate）は、化学式 K2CrO4 で表される物質である。比重 2.732、融点 957 ℃。黄色の結晶、代表的な六価クロムで水に可溶。強熱すると赤色になる。日本の法令では毒物及び劇物取締法において劇物に指定されている。

## 概要
工業的には二クロム酸カリウムを炭酸カリウムと反応させてつくられる。酸化剤、媒染剤、分析用試薬などに使用される。
{\displaystyle {\ce {K2Cr2O7\ + K2CO3 -> 2K2CrO4\ + CO2}}}
固体は硫酸カリウムと類似の結晶構造であり、四面体型のクロム酸イオンが含まれ斜方晶系に属し、その格子定数はa = 5.92Å、b = 10.39Å、c = 7.68Åである。
水溶液はクロム酸イオンの加水分解により弱塩基性を示し、水溶液を酸性にすると二クロム酸イオンを生じて黄色からオレンジ色に変化する。
{\displaystyle {\ce {{CrO4}^{2-}\ + H2O\ <=> {HCrO4}^{-}+ OH^-}}}
{\displaystyle {\ce {2{CrO4}^{2-}\ + 2H^+\ <=> {Cr2O7}^{2-}\ + H2O}}}
分析化学において沈殿試薬として用いられ、銀イオンと反応して赤褐色のクロム酸銀を、バリウムイオンと反応して黄色のクロム酸バリウムを沈殿する。
{\displaystyle {\ce {2Ag^+\ + {CrO4}^{2-}-> Ag2CrO4}}}
{\displaystyle {\ce {Ba^{2+}\ + {CrO4}^{2-}-> BaCrO4}}}

## 安全性
労働安全衛生法では「クロム酸およびその塩」として、第2類特定化学物質に指定されている。